# 末广铁肠

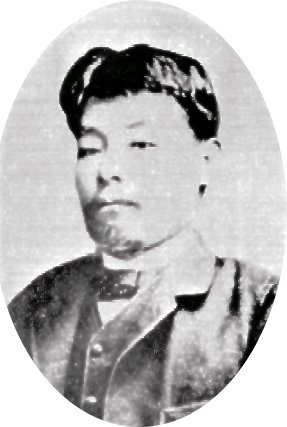
末广铁肠

末廣鐵腸（日语：／ Suehiro Tetchō，1849年3月15日（嘉永2年2月21日）—1896年2月5日（明治29年2月5日）），是日本政治小说家、眾議院議員、新聞記者、反政府評論家。幼名雄次郎，後改名重恭。號鐵腸、子儉、浩齋。代表作有《雪中梅》、《花間鶯》等。

## 生涯
1849年出生於城下笹町(現愛媛縣宇和島市笹町)，為宇和島藩勘定役末廣禎介次子。
11歲便研習四書五經。次年入學明倫館修習程朱理學；20歲成為母校教授，專精王陽明《傳習錄》。
1870年，在京都春日潜庵門下學習陽明學；1872年回到神山縣工作，後調職大藏省，開始發表支持自由民權運動的言論；同年4月，任《東京曙新聞》總編輯。
1875年6月，日本政府頒布管制言論的「讒謗律」和「新聞紙條例」，末廣成為遭該法取締的第一人，遭自家軟禁2個月、罰款2000日圓。
1875年10月，擔任《朝野新聞》總編輯，在社長成島柳北支持下，以辛辣的文筆批評時政，再次觸犯「讒謗律」和「新聞紙條例」被判入監服刑8個月並罰款120日圓。他在獄中修習英語，出獄後在《朝野新聞》上連載〈末廣重恭轉獄新話〉。
1879年開始參與非政府組織「國友會」，與大石正巳、馬場辰猪、吉田一士等知識分子巡迴演講，鼓吹國會設置與民主啟蒙。
1881年國會成立，建立自由黨成為國會議員；1883年脫黨，與馬場、大石等人組成「獨立黨」。
1884年成島逝世，繼任《朝野新聞》社長；1886年出版政治小說《雪中梅》。
1888年，利用版稅前往英美旅行，在開往美國舊金山的船上邂逅菲律賓革命家黎剎，兩人結為好友。
1889年歸國，退出《朝野新聞》繼續巡迴演講。此後輾轉於《東京公論》、《關西日報》、《大同新聞》等報社；此外也積極參選自由派政黨議員。
1892年在野期間，以興亞會幹事的身分走訪清朝、朝鮮半島與濱海邊疆州等地。
1896年，於擔任議員期間死於舌癌，得年47歲。葬於宇和島市大超寺。

## 作品

### 單行本
- （翻譯）ウ井クトル、Victor Tissot et Constant Amero 合著：『千里風煙 政事上の放逐人』、博文堂（1888）
- 『独立政党論』1、2、万春堂（1883 & 1884）
- 『二十三年未来記』、東京屋（1885 & 1886））
- （翻譯）第一代麥考利男爵：『印度征略史』、日進堂（1885）
- 『雪中梅』、博文堂（1886）
- 『近世欧洲事情』（菊池広治合著）、文学社（1887）
- 『雨中花』、文学社（1887）
- 『現今の政事社会 1、2』、博文堂（1887）
- 『花間鶯 上中下』、金港堂（1887-1888） / 合本、青木嵩山堂（1895）
- 『軋轢之原因』、博文堂（1888）
- 『雨前之桜』、博文堂（1888）
- 『治外法憲 情話編』、政進圃（1888）
- 『政治社会実地演説』、翔雲堂（1888）
- 『雨前の桜』、博文堂（1888）
- 『落葉之掃寄』（「五色目鏡」「浮世の夢」「未来の夢」「手管のもつれ」）、金桜堂（1887）
- 『鴻雪録』、博文堂（1889）
- 『唖の旅行 1、2、3）』、青木嵩山堂（1889 - 1901）
- 『我国之内政外交』、博文堂（1889）
- 『闇夜鴉』、青木嵩山堂（1890）
- 『何をか政党と云ふ』、青木嵩山堂（1890）
- 高橋弥之助編：『衆議院議長中島信行氏の伝　衆議院議員末広重恭氏の演説』、安政堂（1890）
- 『南洋之大波瀾 （页面存档备份，存于）』、春陽堂（1891）- 黎剎政治小説
- 『玉手箱』、青木嵩山堂（1891）
- 『黄金之花』、青木嵩山堂（1891）
- 『第二帝国議会ノ一大要件』青木嵩山堂（1891）
- 『荒しのなこり』、青木嵩山堂（1891）
- 『失策又失策』、青木嵩山堂（1892）
- 『南海の激浪』、青木嵩山堂（1892）
- 『北征録』、青木嵩山堂（1893）
- 『東亜之大勢』訂2版、青木嵩山堂（1893）
- 『明治四十年の日本』、青木嵩山堂（1893）
- 『大海原』、春陽堂（1894）（「南洋之大波乱」與「荒しのなごり」合集）
- 『戦後の日本1、2、3』（村松柳江合著）、青木嵩山堂（1895 - 1897）
- 『雪の花園』（村松柳江合著）、青木嵩山堂（1896）

1896年12月歿
- 『鉄腸叢書』、青木嵩山堂（1899）
- 『過去の政海』第2版、青木嵩山堂（1900）
- 『落葉のはき寄せ』、青木嵩山堂（1900）（收錄於『新聞経歴談』）

### 作品集
- 『雪中梅』、講談社 日本現代文学全集3（1965）
- 『雪中梅』『花間鶯』『南洋の大波瀾』、筑摩書房 明治文学全集6（1967）
- 『雪中梅』、日本近代文学館 近代文学館 特選4（1971）（複製）
- 『花間鶯上編緒言』、『訂正増補雪中梅序』、角川書店 近代文学評論大系1（1971）
- 『雪中梅』、角川書店 日本近代文学大系2（1974）
- 『偽民権論』『王権ノ用方』『人爵ハ天爵ニ若カズ』、筑摩書房 近代日本思想大系30（1976）
- 『唖之旅行 前、後、続編』、ゆまに書房 明治欧米見聞録集成19（1987）
- 『北征録』、ゆまに書房 明治北方調査探検記集成3（1988）
- 『新聞経歴談』、日本評論社 明治文化全集18（1992）
- 『雪中梅』、岩波文庫 第3刷（1997）ISBN 9784003113714

## 外部連結
- 愛媛の偉人・賢人の紹介 末広鉄腸[]
- 私的宇和島歴史年表 （页面存档备份，存于）
- 千葉真郎著『石橋忍月研究』  （页面存档备份，存于）（Googleブックス）